# Авраам Пападопулос
Авраам Пападопулос (роден на 3 декември 1984 г. в Мелбърн, Австралия) е гръцки футболист, играещ на поста централен защитник за Джубило Ивата. Има 37 мача за националния отбор на Гърция.

## Характеристика
Доста висок, здрав физически и бърз. Добър е в отнемането на топката. Има доста голове през кариерата си заради добрата си игра с глава и силните дузпи.

## Кариера

### Арис Солун
Пападопулос започва кариерата си в Арис през 2002 г., където пробива в първия тим.
Отначало започва като атакуващ халф, но малко по-малко се утвърждава като централен защитник.
Авраам става любимец на феновете, тъй като помага на отбора да се изкачи обратно в Гръцката суперлига.
И най-накрая изиграва стотния си мач за Арис. Смятан е за един от звездите на Арис в близките години. 

### Олимпиакос
На 4 юли 2008 г. защитникът преминава в Олимпиакос за сума от 2,5 милиона евро. Играчът подписва четиригодишен договор

## Национална кариера
Извикан е няколко пъти за младежкия тим на Гърция и след добрите изяви е извикан в мъжкия отбор. Прави дебюта си на 5 февруари 2008 г. срещу Чехия. Участва на Световното първенство през 2010 г. и Европейското първенсто през 2012 г.